# Las Noticias
Las Noticias va ser un diari de publicació diària que es va editar a Barcelona. Va ser fundat per Rafael Roldós i Viñolas el 1896 i va desaparèixer el 1955, romanent en actiu durant 59 anys. Va ser un diari vespertí, que es va editar en castellà i va tenir una línia editorial centrista. Amb 50.000 exemplars, va arribar a ser el segon diari amb més tiratge de Barcelona, només superat per La Vanguardia. Josep Pla, reconegut escriptor en català, va començar la seva carrera periodística al diari.

## Història

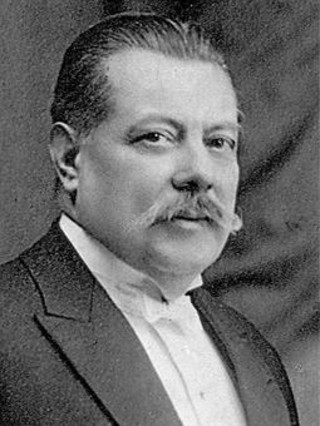
Rafael Roldós i Viñolas, fundador de Las Noticias.

### Creació del diari
Rafael Roldós va fundar el 1872 l'agència de publicitat Roldós y Compañía, que es dedicava majoritàriament a la inserció d'anuncis a la premsa escrita. Anys més tard, amb el propòsit de donar-li més profunditat al negoci publicitari, va decidir publicar el seu propi diari amb l'objectiu de poder publicar ell mateix els anuncis i no desviar totalment el flux publicitari cap als altres rotatius de la ciutat. Es creava així el primer grup de comunicació català.
Amb aquest propòsit es va crear el diari i, en conseqüència, un 15 de març de 1896 a Barcelona, va sortir al carrer el primer exemplar del rotatiu Las Noticias, definit literalment com un “Diario Ilustrado de Avisos, Noticias y Telegramas”.
La postura editorial del diari es va manifestar sempre obertament sota l'epígraf “Diario ajeno a toda tendencia política”. En un primer moment, la redacció es va instal·lar a la Rambla del Centre, 19, mentre que la impremta estava ubicada al carrer Guardia número 14.

### Consolidació
El 1918, al morir el seu fundador, el diari va passar a mans de dos dels seus fills, Rafael i Ruperto Roldós i Gómez, que van traslladar el diari, així com l'agència de publicitat, al popularment conegut com a “Palau de Las Noticias”, a la Rambla dels Estudis, 6.
Durant les dues primeres dècades del segle xx, va ser un diari de referència a Barcelona. A banda del seu èxit de vendes, va destacar per la seva ubicació privilegiada, que provocava que tingués un índex de popularitat superior al de molts altres rotatius.
Mostra de la seva popularitat van ésser les anomenades “pissarres de Can Roldós”, unes grans pissarres als laterals de la façana del diari, on es mostraven els resultats esportius del moment. Davant les pissarres es congregava un notable nombre de persones para assabentar-se de primera mà dels resultats esportius i fer tertúlia al carrer o a les terrasses dels bars més propers.

### Guerra Civil i desaparició
El 1936, amb la irrupció de la Guerra Civil, els propietaris van ser desposseïts de tots els seus drets sobre les instal·lacions del diari perquè es constituís un comitè del Bàndol republicà. Es va formar una cooperativa obrera, que més tard va procedir a la col·lectivizació de l'entitat, i van confiscar tot el material incloent els comptes corrents. Durant aquest període, el diari es va editar en un sentit marcadament republicà, actuant com a portaveu de la Unió General de Treballadors, la UGT.
Un cop acabada la Guerra, el diari va ser acusat d'atacar el Movimiento Nacional. Va ser clausurat el 1955 pel règim franquista per considerar-se un diari que “atentaba contra el orden y la unidad de la patria”. Es va procedir a la confiscació de tot el material d'impremta i la família Roldós es va veure obligada a malvendre les seves instal·lacions al diari tradicionalista El Diario Catalán, aprofitant el moment en què aquest començava la seva expansió i necessitava majors tiratges d'exemplars i maquinària més avançada. Després de la seva clausura, mai més va tornar a sortir a la venda.

## Equip humà

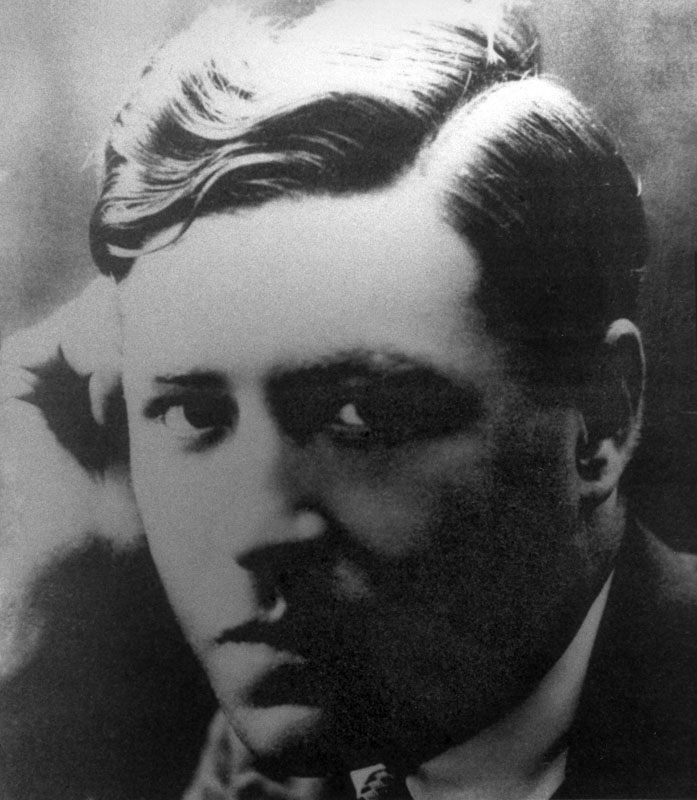
Josep Pla, reconegut escriptor català, va iniciar la seva activitat periodística al diari.

Tot i que el diari va ser propietat de la família Roldós, el diari va ser dirigit per quatre persones diferents. En un primer moment, la direcció va estar a càrrec de Rafael Guerrero. El va seguir Juan Barco i, posteriorment, Alfredo Pallardo. Abans de la seva desaparició, l'últim en ocupar el càrrec va ser José León.
Quant a la redacció, Las Noticias va comptar amb firmes destacades com les de Lluís Almerich, Josep de Miró, Emili Tintorer, Màrius Verdaguer, Alfred Pallardó o Manuel Brunet.
El 1919, amb només 22 anys, el reconegut escriptor català Josep Pla, va iniciar la seva activitat periodística a la redacció del diari, just després de llicenciar-se en dret.